# Saint John (Ilhas Virgens Americanas)
Saint John, ou São João (em neerlandês:  Sint Hans; em francês:  Saint-Jean; em dinamarquês:  Sankt Jan), é a menor das três ilhas principais das Ilhas Virgens Americanas. Está localizada no Mar do Caribe, a quatro milhas a leste de São Tomás. Tem uma área de 20km² quadrados e uma população de 4170 habitantes (em 2010). Não existem aeroportos na ilha, e o acesso é feito por barco.
Ao descobri-la, Cristóvão Colombo, na sua segunda viagem em 1493, batizou o grupo de ilhas como "as onze mil virgens", em homenagem ao dia de Santa Úrsula e às 11.000 virgens.